# Helten fra USA
Helten fra USA er en amerikansk stumfilm fra 1916 af John Emerson.

## Medvirkende
- Douglas Fairbanks som Blaze Derringer.
- Alma Rubens som Juana de Valdez.
- Spottiswoode Aitken som Hernando de Valdez.
- Carl Stockdale som Salsa Espada.
- Tote Du Crow som Alberto de Castille.